# Calle de los Cañizares
La calle de los Cañizares es una vía pública de la ciudad española de Madrid, situada en el barrio de Embajadores, distrito Centro.

## Descripción
La vía discurre desde la calle de Atocha hasta la de la Magdalena, punto en el que entronca con la del Olivar. En el plano de Texeira figuraba con el nombre de «calle de San Sebastián», pero en el de Espinosa ya tenía el actual. Aparece descrita en Las calles de Madrid (1889) de Hilario Peñasco de la Puente y Carlos Cambronero con las siguientes palabras:

Cañizares. Desde la calle de Atocha á la de la Magdalena. En el plano de Texeira aparece con el nombre de San Sebastián; en el de Espinosa, con el que ahora tiene. Se conservan antecedentes de construcciones particulares desde 1789. Llamóse de Cañizares esta calle por los cañizares de la quinta de Juan Antonio de Luján, señor de Almarza. El oratorio del Olivar fué construído en 1647 para la Congregación de esclavos del Santísimo Sacramento, que se hallaba establecida desde 1608 en la Trinidad.
(Peñasco de la Puente y Cambronero, 1889, p. 123)